# Hörsel (Turíngia)
Hörsel é um município da Alemanha, situado no distrito de Gota, no estado da Turíngia. Tem 11,53 km² de área, e sua população em 2019 foi estimada em 4.699 habitantes. Foi formado em 1 de dezembro de 2011 após a fusão dos antigos municípios de Aspach, Ebenheim, Fröttstädt, Hörselgau, Laucha, Mechterstädt, Metebach, Teutleben, Trügleben e Weingarten.